# Tom Voûte (kinderoncoloog)
Paul Antoine (Tom) Voûte (Amsterdam, 21 juni 1936 - Enschede, 26 augustus 2008) was een Nederlands kinderarts en hoogleraar kinderoncologie (geneeskunde van kanker bij kinderen).

## Opleiding en werkzaamheden
Voûte studeerde geneeskunde aan de Universiteit Utrecht en behaalde op 22 maart 1963 het artsexamen. Hij werkte vanaf 1968 als kinderarts in het Emma Kinderziekenhuis, later opgegaan in het AMC in Amsterdam. Op 12 maart 1968 promoveerde hij te Utrecht.

## Hoogleraarschap en maatschappelijke betrokkenheid
Van 1982 tot aan zijn pensioen in 2001 was hij aanvankelijk bijzonder hoogleraar kinderoncologie aan de Universiteit van Amsterdam, na 1997 gewoon hoogleraar. Hij was betrokken bij vele maatschappelijke organisaties samenhangend met de kindergeneeskunde en de kinderoncologie, onder andere de Ronald McDonald Huizen, Stichting KiKa (Kinderen Kankervrij) en de stichting Kindergeneeskundig Onderzoek. Hij is mede-auteur van tientallen wetenschappelijke publicaties over kinderoncologie. In 1974 kreeg hij landelijke bekendheid door zijn bijdrage aan het avondvullend televisieprogramma Geven voor Leven. Aan het eind van zijn leven was hij nauw betrokken bij het tot stand komen van Corpus, het museum over het menselijk lichaam te Oegstgeest.

## Huwelijk
Voûte is op 27 april 1963 in Den Haag getrouwd met Maria Margaretha de Gaay Fortman (geb. Den Haag, 2 mei 1939). Zij kregen twee dochters en een zoon. Maria Margaretha is een dochter van prof. mr. dr. Wilhelm Friedrich de Gaay Fortman en een zus van de politicus Bas de Gaay Fortman.

## Erkenning en overlijden
Bij zijn emeritaat in 2001 ontving Voûte voor zijn baanbrekend werk de Prof. dr. P. Muntendamprijs van de Nederlandse Kankerbestrijding/Koningin Wilhelmina Fonds. Voûte overleed in Enschede aan de gevolgen van een val.